# Ксанаду (фільм)
«Ксанаду» (англ. Xanadu) (Занаду → Шанду) — романтичний мюзикл 1980 року режисера Роберта Грінволда. Ця картина є неофіційним ремейком фільму «З небес на землю» 1947 року з Рітою Гейворт у головній ролі, а також неофіційними сіквелом фільму «Дівчина з обкладинки» 1944 року, в якому Джин Келлі зіграв власника нічного клубу, Денні Макгвайр. Назва картини є відсиланням до поемі «Кубла Хан, або бачення у мріях: фрагмент» Семюеля Кольріджа, яка цитується у фільмі. Ксанаду (правильніше Шанду) є назвою китайського міста, де в поемі хан заснував свій улюблений сад.

## Опис сюжету
Сонні Мелоун — талановитий художник, який мріє про славу, яку не може принести йому його робота, що полягає в нетворчому малюванні великої кількості версій обкладинок альбомів для реклами звукозаписів. На початку фільму Сонні розорений і відмовляється від своєї мрії. Він йде зі своєї постійної роботи, намагаючись жити як вільний художник, але не зумівши заробити на цьому повертається на колишню роботу в ЕйрФло Рекордс. Після декількох гумористичних зіткнень з владним і палаючим відплатою босом, Сімпсоном, він повертається до малювання обкладинок.
На роботі Сонні малює обкладинку до альбому гурту «Дев'ять сестер». Обкладинка являє собою красиву жінку, що йде перед публікою в залі. Він впізнає в ній ту саму жінку, з якою він зіткнувся в той день, вона його поцілувала, і вони каталися на роликах — Мелоун одержимий прагненням розшукати її. І він знаходить її в тому ж самому залі, але вже порожньому. Вона представляється як Кіра, але більше нічого не говорить про себе. Сонні не знає і того, що Кіра є однією з дев'яти таємничих і красивих жінок і яка буквально вистрибнула у реальне життя з фрески.
Сонні і Кіра заводять дружбу, а потім вона закохується в нього, але це становить проблему, бо вона — Терпсіхора, муза танцю з Олімпу. А інші вісім жінок на початку фільму є богинями та іншими музами, і фреска на стіні в дійсності — портал для переходу з небес на Землю.
Музи часто відвідують Землю, щоб надихати людей для втілення своїх мрій і бажань. Але Кіра порушила правила, закохавшись в Сонні, хоча повинна була лише надихати його. Її батьки, імовірно Зевс і Мнемосіна, нагадують їй про вічне життя у царстві богів. Кіра іде на Олімп, і Сонні, який також любить її, слідує за нею крізь фреску.

## В ролях
- Олівія Ньютон-Джон — Кіра / Терпсіхора
- Джин Келлі — Денні МакГвайр
- Майкл Бек — Сонні Мелоун
- Джеймс Слоян — Сімпсон
- Дімітра Ерлісс — Хелен

## Нагороди та премії
- Ivor Novello Awards за найкращий саундтрек до кінокартини
- Номінація на премію «Греммі» за найкраще жіноче вокальне виконання
- Номінація на кінопремію «Молодий актор» за найкращу головну роль кінокартини
- Антипремія «Золота малина» — 6 номінацій і одна нагорода